# 宿根天人菊
宿根天人菊（学名：Gaillardia aristata），在江苏又名车轮菊，为菊科天人菊属的植物。分布于北美洲，目前已由人工引种栽培。